# Sofia Wistam

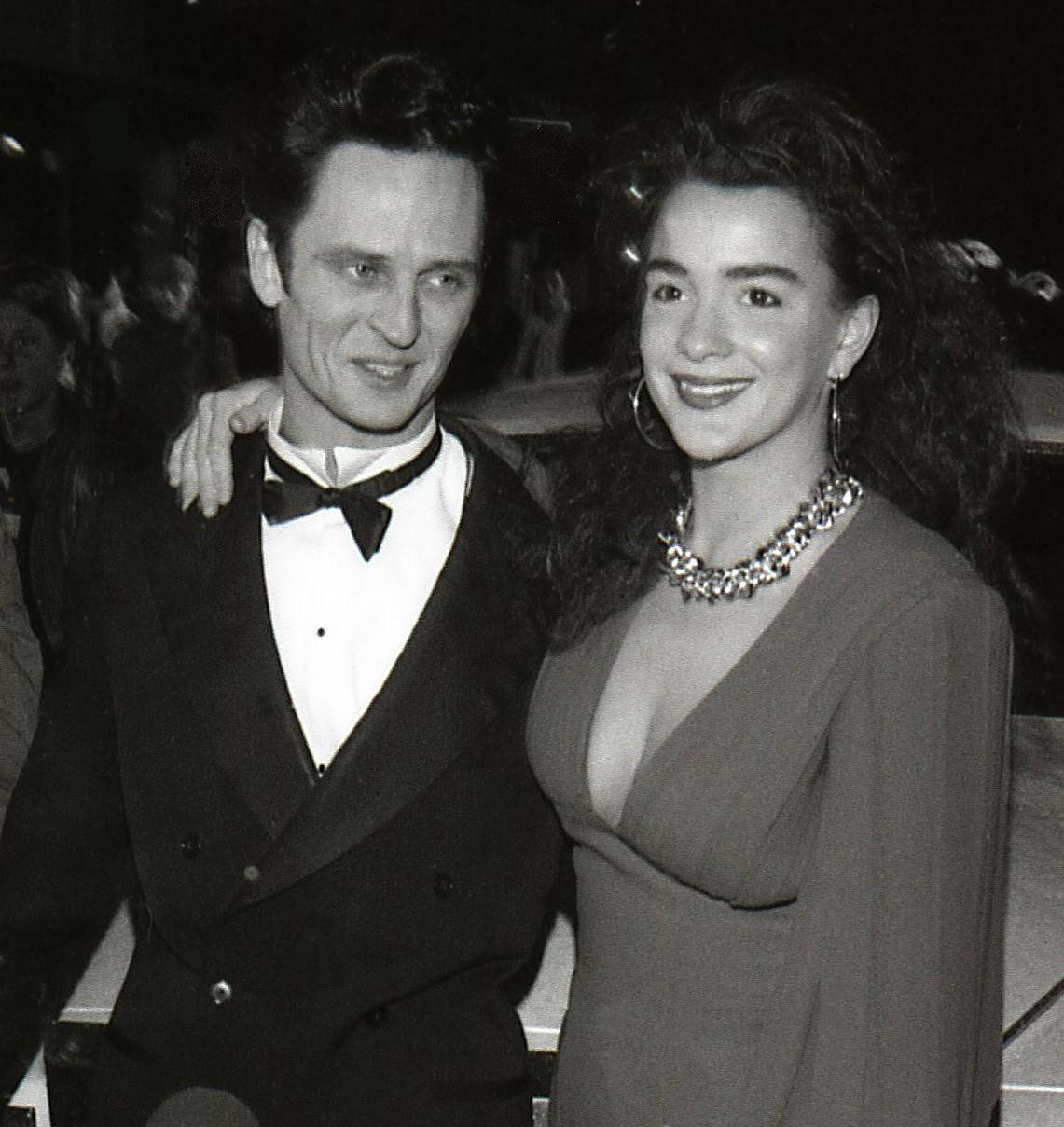
Sofia Wistam tillsammans med dåvarande pojkvännen Orup på hans 30-årsskiva 1988.

Eva Olga Sofia Wistam, under en period Eriksson, född Eklöf den 15 maj 1966 på Lidingö, Stockholms län, är en svensk programledare, designer och fotograf.

## Biografi
Sofia Wistam är uppvuxen i Tumba och på Storholmen utanför Lidingö, från tre års ålder med skilda föräldrar. Hon började redan som 16-åring att arbeta inom skivbranschen med styling och scenkläder. Hon arbetade då med bland andra Orup, Jerry Williams, Carola Häggkvist och Tommy Nilsson.
Wistam började så småningom även som fotograf, och bland annat står hon bakom omslaget till Orups skiva Orup 2 (1989). Med honom var hon gift åren 1989–1996.
Hon gjorde ett karriärhopp och blev i början av 1990-talet researcher på TV4:s Nyhetsmorgon. Hon fick där chansen att göra barnprogrammet Soff-i-propp, som hon var programledare för i tre år. Det blev startskottet på en lång karriär som programledare på TV4, TV3 och Kanal 5. Hon har arbetat med allt från underhållningsprogram till dokumentärer. Bland programmen kan nämnas Sofias änglar och Över Atlanten. 2019 vann programmet Sofias Änglar TV-priset Kristallen.
Wistam arbetade även med radio 2007–2011, där hon bland annat medverkade i Rix FM:s morgonshow.
Sedan mars 2015 gör hon varje söndag podcasten Wahlgren & Wistam tillsammans med Pernilla Wahlgren. Denna tilldelades 2015 Stora radiopriset som "Årets podd" och är en av Sveriges mest lyssnade podcasts.
Hon har varit aktiv som influerare sedan 2010 och hade 183 000 följare på Instagram september 2020.
2018 började Wistam designa smycken under varumärket Sofia Wistam som hon driver tillsammans med sin make Magnus Wistam.
Sedan juni 2022 är hon programledare för Naked Attraction Sverige.

## Privatliv
Wistam har fyra barn. Dessa är en son född 1991 med Thomas "Orup" Eriksson, en dotter född år 1999 med Anders Rahm samt två söner födda 2004 respektive 2006 med nuvarande maken Magnus Wistam.

## Medverkat i
- 1990 – Smash (TV-serie)
- 1995 – Knesset (TV-serie), Z-TV, medlem i panelen
- 1995 – Soff-i-propp (TV-serie), TV4, programledare
- 1996 – Tittarnas television (TV-serie), TV4
- 1996 – Fångarna på fortet (TV-serie), TV4, tävlande
- 1996 – Sofias blandning (TV-serie), TV4, programledare
- 1997 – Rallyplaneten (TV-serie), TV4
- 1997 – Stadskampen (TV-serie), TV4, programledare
- 1997 – På rymmen (TV-serie), TV4, spårhund
- 1997 – När & fjärran (TV-serie), TV4, reporter
- 1998 – Grammis (TV-serie), TV4, konferencier
- 1998 – Fredagspuls (TV-serie), TV4, gäst
- 1999 – På rymmen (TV-serie), TV4, rymmare
- 1999-2000 – Intervjuar Backstreet Boys, Vonda Shepard och Britney Spears för TV4
- 2002 – Pride-festivalen (konferencier)
- 2003 – Fame Factory (TV-serie), TV3, programledare
- 2004 – Diggiloo (TV-serie), SVT, tävlande
- 2006 – Top Dog (TV-serie), TV3, programledare
- 2006 – Hus i helvete (TV-serie), TV3, programledare
- 2007 – Sveriges smartaste barn (TV-serie), TV3, programledare
- 2008 – Talang 2008 (TV-serie), TV4, jurymedlem
- 2009-2010 – Wipeout, Kanal 5, programledare
- 2009 – Nöjespokalen (TV-serie), Kanal 5, programledare
- 2011–2020 – Sofias änglar (TV-serie), Kanal 5, programledare
- 2011 – Fenomen med Uri Geller (TV-serie), Kanal 5, programledare
- 2011 – Nittileaks (TV-serie), Kanal 5, gäst
- 2013 – Let's Dance (TV-serie), TV4, tävlande
- 2017 – Temptation Island (TV-serie), Kanal 5, programledare
- 2018 – Klassfesten (TV-serie), TV4, Tävlande
- 2019 – Helt perfekt (TV-serie)
- 2020 – Över Atlanten (TV-serie), medverkande
- 2022 – Naked Attraction Sverige (TV-serie), Kanal 5, programledare
- 2022 – Mullvaden (TV-serie), Kanal 5, medverkande
- 2023 – Stugdrömmar (TV-serie), Kanal 5, programledare
- 2024 – Smartare än en femteklassare (TV-serie), Kanal 5, tävlande
- 2025 – Race Across the World Sverige (TV-serie)